# آیگیر
آیگیر (انگلیسی: Aygir) یک شهرک در شهرستان بلورتسکی باشقیرستان کشور روسیه است.